# 마쓰우라시
마쓰우라시(일본어: 松浦市)는 일본 나가사키현 북부 기타마쓰우라 반도에 있는 시이며 마쓰라당의 발상지로 알려져 있다. 2006년 1월 1일에 기타마쓰우라군 후쿠시마정, 다카시마정과 같은 주변 섬들과 신설 합병을 실시해 새로운 마쓰우라시가 되었다.

## 지리
나가사키현 기타마쓰우라 반도의 북동부에 위치하고 북쪽은 겐카이나다에서부터 이마리만과 접하고 동쪽은 사가현 이마리시와 접한다. 시 남쪽의 내륙부는 용암 대지의 구릉지로 평지는 적다. 강은 사카세강·류오강·시사강·쓰키노카와강·이마부쿠강 등이 흐른다.
유인도로는 이마리만 앞바다에 있는 후쿠시마섬·다카시마섬·구로시마섬·도비시마섬·아오시마섬을 행정구역으로 한다. 이 중에서 후쿠시마섬은 1967년에 근처 사가현 이마리시와 후쿠시마 대교로 연결되었고 다카시마섬도 2009년 4월 18일에 가라쓰시와 다카시마히젠 대교로 연결되었다. 이와 같이 두 섬은 경제적, 지리적으로 마쓰우라시 본토뿐만 아니라 사가현과의 관계도 강하다.

## 인접하는 자치체
- 나가사키현
  - 사세보시
  - 히라도시
  - 기타마쓰우라군 에무카에정

- 사가현
  - 이마리시
  - 가라쓰시

## 역사
율령제 하에서는 히젠국 마쓰우라군에 속했다. 헤이안 시대 후기인 1069년에 마쓰우라 히사시가 마쓰우라군·소노기군의 일부 및 이키군을 지배하기 시작했고 마쓰라당으로 불리는 무사단이 결성되었다. 마쓰라당은 수군으로 유명하고 원나라의 일본 원정 때도 활약했다.
에도 시대에 번청은 놓이지 않았다. 이후 마쓰우라를 포함한 기타마쓰우라 반도 일대에서 석탄이 발견되어 메이지 시대부터 쇼와 시대에 걸쳐 석탄 산업(호쿠쇼 탄전)으로 번창해 최성기에 해당하는 1955년의 국세조사에서는 인구 44,057명을 기록했다. 그러나 1960년대 이후 에너지 혁명으로 탄광은 모두 폐광했고 이후에는 전쟁 전부터 계속된 어업 외에 화력발전소 건설로 산업 기반의 유지를 도모하고 있지만 여전히 인구 감소가 계속되고 있다.
1955년 3월 31일에 기타마쓰우라군의 3개 정이 합병해 마쓰우라시가 성립하였다. 2006년 1월 1일에는 기타마쓰우라군 후쿠시마정, 다카시마정과 합병해 현재의 마쓰우라시가 되었다.

## 교통

### 철도
- 마쓰우라 철도 니시큐슈선

### 도로
- 국도 204호선

## 인구
| 연도                           | 인구   | ±%     |
| ------------------------------ | ------ | ------ |
| 1920                           | 31,403 | —      |
| 1925                           | 29,891 | −4.8%  |
| 1930                           | 31,146 | +4.2%  |
| 1935                           | 31,748 | +1.9%  |
| 1940                           | 41,104 | +29.5% |
| 1945                           | 53,292 | +29.7% |
| 1950                           | 57,777 | +8.4%  |
| 1955                           | 58,388 | +1.1%  |
| 1960                           | 60,912 | +4.3%  |
| 1965                           | 46,982 | −22.9% |
| 1970                           | 36,598 | −22.1% |
| 1975                           | 33,042 | −9.7%  |
| 1980                           | 32,478 | −1.7%  |
| 1985                           | 32,312 | −0.5%  |
| 1990                           | 31,254 | −3.3%  |
| 1995                           | 30,470 | −2.5%  |
| 2000                           | 28,370 | −6.9%  |
| 2005                           | 26,993 | −4.9%  |
| 2010                           | 25,158 | −6.8%  |
| 2015                           | 23,309 | −7.3%  |
| 2020                           | 21,271 | −8.7%  |
| Matsuura population statistics |        |        |

## 기후
| 마쓰우라시의 기후                                            | 마쓰우라시의 기후 | 마쓰우라시의 기후 | 마쓰우라시의 기후 | 마쓰우라시의 기후 | 마쓰우라시의 기후 | 마쓰우라시의 기후 | 마쓰우라시의 기후 | 마쓰우라시의 기후 | 마쓰우라시의 기후 | 마쓰우라시의 기후 | 마쓰우라시의 기후 | 마쓰우라시의 기후 | 마쓰우라시의 기후 |
| 월                                                           | 1월               | 2월               | 3월               | 4월               | 5월               | 6월               | 7월               | 8월               | 9월               | 10월              | 11월              | 12월              | 연간              |
| ------------------------------------------------------------ | ----------------- | ----------------- | ----------------- | ----------------- | ----------------- | ----------------- | ----------------- | ----------------- | ----------------- | ----------------- | ----------------- | ----------------- | ----------------- |
| 역대 최고 기온 °C (°F)                                       | 20.0 (68.0)       | 21.8 (71.2)       | 24.3 (75.7)       | 26.3 (79.3)       | 31.3 (88.3)       | 32.3 (90.1)       | 36.0 (96.8)       | 37.0 (98.6)       | 34.1 (93.4)       | 31.3 (88.3)       | 26.4 (79.5)       | 23.7 (74.7)       | 37.0 (98.6)       |
| 일평균 최고 기온 °C (°F)                                     | 10.3 (50.5)       | 10.9 (51.6)       | 14.8 (58.6)       | 18.9 (66.0)       | 23.3 (73.9)       | 25.3 (77.5)       | 29.6 (85.3)       | 31.1 (88.0)       | 26.9 (80.4)       | 22.5 (72.5)       | 17.8 (64.0)       | 12.0 (53.6)       | 20.3 (68.5)       |
| 일일 평균 기온 °C (°F)                                       | 7.0 (44.6)        | 7.4 (45.3)        | 10.8 (51.4)       | 14.6 (58.3)       | 19.0 (66.2)       | 22.0 (71.6)       | 26.4 (79.5)       | 27.4 (81.3)       | 23.4 (74.1)       | 18.9 (66.0)       | 13.9 (57.0)       | 8.7 (47.7)        | 16.6 (61.9)       |
| 일평균 최저 기온 °C (°F)                                     | 3.7 (38.7)        | 3.6 (38.5)        | 6.8 (44.2)        | 10.4 (50.7)       | 14.9 (58.8)       | 19.4 (66.9)       | 23.9 (75.0)       | 24.4 (75.9)       | 20.4 (68.7)       | 15.4 (59.7)       | 10.0 (50.0)       | 5.2 (41.4)        | 13.2 (55.7)       |
| 역대 최저 기온 °C (°F)                                       | −4.1 (24.6)       | −3.4 (25.9)       | −0.7 (30.7)       | 2.9 (37.2)        | 6.3 (43.3)        | 13.2 (55.8)       | 17.4 (63.3)       | 17.8 (64.0)       | 12.5 (54.5)       | 8.0 (46.4)        | 2.5 (36.5)        | −0.5 (31.1)       | −4.1 (24.6)       |
| 평균 강수량 mm (인치)                                        | 86.0 (3.39)       | 99.9 (3.93)       | 135.7 (5.34)      | 167.6 (6.60)      | 147.7 (5.81)      | 309.2 (12.17)     | 337.0 (13.27)     | 364.7 (14.36)     | 214.4 (8.44)      | 142.0 (5.59)      | 108.3 (4.26)      | 89.8 (3.54)       | 2,195.2 (86.43)   |
| 평균 강수일수 (≥ 1.0 mm)                                     | 8.4               | 9.7               | 8.7               | 8.8               | 7.7               | 13.0              | 12.2              | 10.3              | 11.9              | 8.0               | 8.8               | 8.4               | 115.9             |
| 평균 월간 일조시간                                           | 102.9             | 108.8             | 173.0             | 192.9             | 213.0             | 122.8             | 172.4             | 212.4             | 146.6             | 168.4             | 131.8             | 88.9              | 1,831.8           |
| 출처: 일본 기상청 (평년값: 2011년~2020년, 극값: 2011년~현재) |                   |                   |                   |                   |                   |                   |                   |                   |                   |                   |                   |                   |                   |

## 자매 도시
- 오스트레일리아 퀸즐랜드주 매카이(1989년 7월 22일)